# Arvid Petersén
Arvid Petersén (Petersen), född 13 september 1889 i S:t Petri församling i Malmö, död 5 augusti 1937 i Enskede församling i Stockholm, var en svensk kapellmästare, fil. kand., skådespelare, teaterregissör, kompositör, tecknare och sångare (baryton). 
Han var son till handlaren Carl Christian Petersen och Amalia Emerentia Thode och gift med Märta-Stina Eriksson (1891–1964) samt bror till Carl Petersen. Han tjänstgjorde som kapellmästare och regissör vid Hippodromteatern i Malmö. Vid sidan av sitt arbete var han verksam som tecknare och tecknade av teaterns skådespelare och funktionärer varav några återutgavs 1930 i boken 100 premiärer på Hippodromteatern. Han medverkade i Konstnärs ringens utställning av konstnärsporträtt i Stockholm och i Skådespelarnas egen utställning på Fahlcrantz konstsalong i Stockholm 1937. 
Arvid Petersén är bland annat representerad vid Scenkonstmuseet med sin karikatyrer och scenbilder. Makarna Petersén är begravda på Skogskyrkogården i Stockholm.

## Filmografi
- 1925 – Styrman Karlssons flammor
- 1930 – Fridas visor
- 1930 – Ulla, min Ulla
- 1931 – Trötte Teodor
- 1931 – Brokiga Blad
- 1932 – Service de nuit
- 1938 – Vi som går scenvägen

## Filmmusik
- 1930 – Ulla, min Ulla

## Teater

### Roller (ej komplett)
| År   | Roll            | Produktion                                              | Regi              | Teater                        |
| ---- | --------------- | ------------------------------------------------------- | ----------------- | ----------------------------- |
| 1915 | Gustou Didier   | Äventyret Gaston Arman de Caillavet och Robert de Flers | Karl Hedberg      | Dramaten                      |
| 1925 |                 | Öregrund-Östhammar Selfrid Kinmansson                   | Axel Hultman      | Vanadislundens friluftsteater |
| 1929 | En införsäljare | Vid 37de gatan Elmer Rice                               | Svend Gade        | Oscarsteatern                 |
| 1931 | En nämndeman    | Johanson och Vestman Karl Staaf                         | Eric Malmberg     | Nya Intima teatern            |
| 1934 | Beppo           | Paganini Franz Lehár, Paul Kneppler och Beda Jenbach    | Harry Stangenberg | Oscarsteatern                 |